# Lądowisko Mirosławice
Lądowisko Mirosławice (kod ICAO: EPMR) – lądowisko powstałe w 1987 roku w Mirosławicach, w województwie dolnośląskim, około 30 km na południowy zachód od centrum Wrocławia. Posiada ono dwie trawiaste drogi startowe o długości 900 m i 970 m. Właścicielem lądowiska jest Aeroklub Dolnośląski. 